# Rhododendron archboldianum
Rhododendron archboldianum är en ljungväxtart som beskrevs av Herman Otto Sleumer. Rhododendron archboldianum ingår i släktet rododendron, och familjen ljungväxter. Inga underarter finns listade i Catalogue of Life.